# يوم حافل (فلم 1914)
يوم حافل (بالإنجليزية: A Busy Day)، يعرف أيضا (السيدة تشارلي)، وهو فيلم كوميدي أمريكي صامت من عام 1914 بطولة تشارلي تشابلن تم إنتاجه في استوديوهات كيستون.

## طاقم التمثيل
- تشارلي تشابلن - زوجة
- ماك سوين - كزوج
- فيليس ألين - المرأة الأخرى
- ماك سينيت - مخرج الفيلم
- بيلي جيلبرت - ضابط الشرطة

## وصلات خارجية
- A Busy Day على يوتيوب
- يوم حافل على موقع IMDb (الإنجليزية)
- يوم حافل على موقع روتن توميتوز (الإنجليزية)
- يوم حافل على موقع أول موفي (الإنجليزية)
- يوم حافل على موقع فيلمافينيتي (الإسبانية)
- يوم حافل على موقع قاعدة بيانات الفيلم (الإنجليزية)
- يوم حافل على موقع ليتربوكسد (الإنجليزية)
- يوم حافل على موقع كينوبويسك (الروسية)
- يوم حافل متوفر للتحميل المجاني على أرشيف الإنترنت